# Erik Zenga
Erik Zenga (Kostroma, 18 januari 1993) is een Duits voetballer die doorgaans speelt als middenvelder. In januari 2025 tekende hij voor SV Meppen.

## Clubcarrière
Zenga begon zijn carrière als voetballer in zijn achtste levensjaar in de jeugdopleiding van Bayer Leverkusen. Bij die club speelde hij vanaf 2012 in het tweede elftal, waarvoor hij een belangrijke spil bleek op het middenveld. Zijn debuut maakte Zenga op 27 april 2012, toen hij op bezoek bij Sportfreunde Lotte (2–0 nederlaag) in de basis mocht beginnen, net als zijn mededebutant Kolja Pusch. Op 22 augustus 2013 werd bekendgemaakt dat Zenga een seizoen op huurbasis zou gaan spelen bij VfL Osnabrück. Bij die club debuteerde hij negen dagen later, toen er in eigen huis met 2–2 een gelijkspel behaald werd tegen Stuttgarter Kickers. In de tweede helft mocht Zenga als invaller binnen de lijnen komen.
Na een jaar voor Osnabrück gespeeld te hebben, verkaste de middenvelder naar Preußen Münster. Na een jaar vertrok Zenga alweer bij Preußen en hij ging naar SV Sandhausen, waar hij zijn handtekening zette onder een verbintenis voor de duur van twee seizoenen. Na ruim twee seizoenen, waarin hij slechts één duel speelde, werd hij in 2017 voor één seizoen verhuurd aan Hallescher. Zenga kwam in de zomer van 2023 zonder club te zetten. Hierna moest hij wachten tot februari 2024, toen hij voor een half seizoen bij MSV Duisburg tekende. Na een half jaar zonder club nam SV Meppen hem in januari 2025 onder contract.

## Trivia
Zenga werd geboren als zoon van een Angolese moeder en een Russische vader. Hij groeide echter op in Duitsland.